# Prinseneilanden
De Prinseneilanden, een eilandengroep bestaande uit negen eilanden in de Zee van Marmara, onderdeel van Istanboel, waren ooit verbanningsoorden voor Byzantijnse prinsen. Vandaag de dag is het een onderkomen van de rijke inwoners van Istanboel die gedurende de zomermaanden in hun 19e-eeuwse huizen verblijven. Auto’s zijn er sinds 1928 verboden; alleen de politie en het stadsbestuur beschikken over gemotoriseerd vervoer. Het vervoer gaat per paard, koets of fiets. In de zomermaanden tellen de eilanden circa 40.000 bewoners. In de wintermaanden verblijven er slechts circa 6.500.
Büyükada is het grootste eiland. De andere eilanden zijn:
- Kınalıada
- Burgazada
- Heybeliada (Halki)
- Sedef Adası
- Yassıada
- Sivriada
- Tavşanadası
- Kaşıkadası

## Afbeeldingen

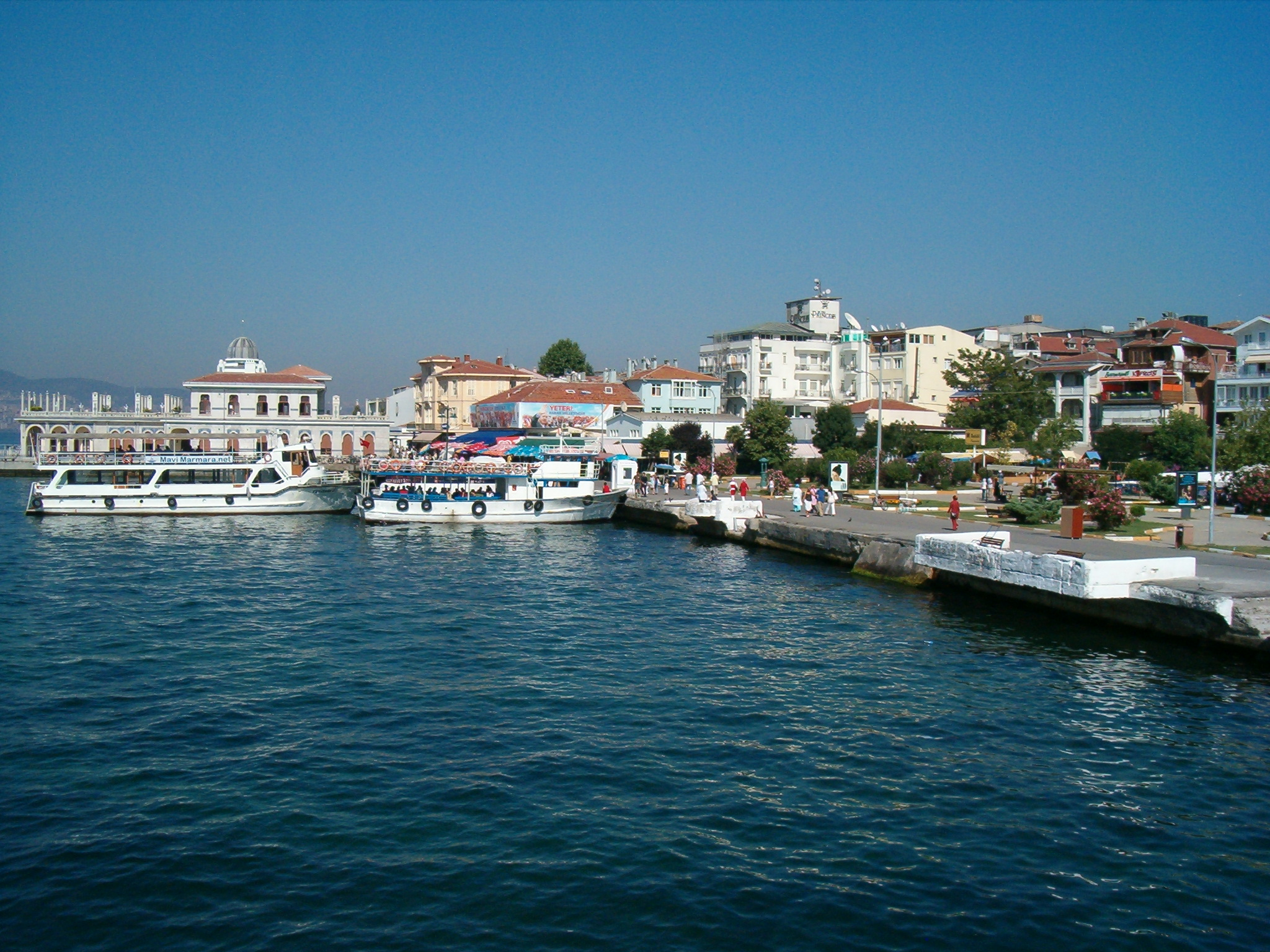
Haven van Büyükada
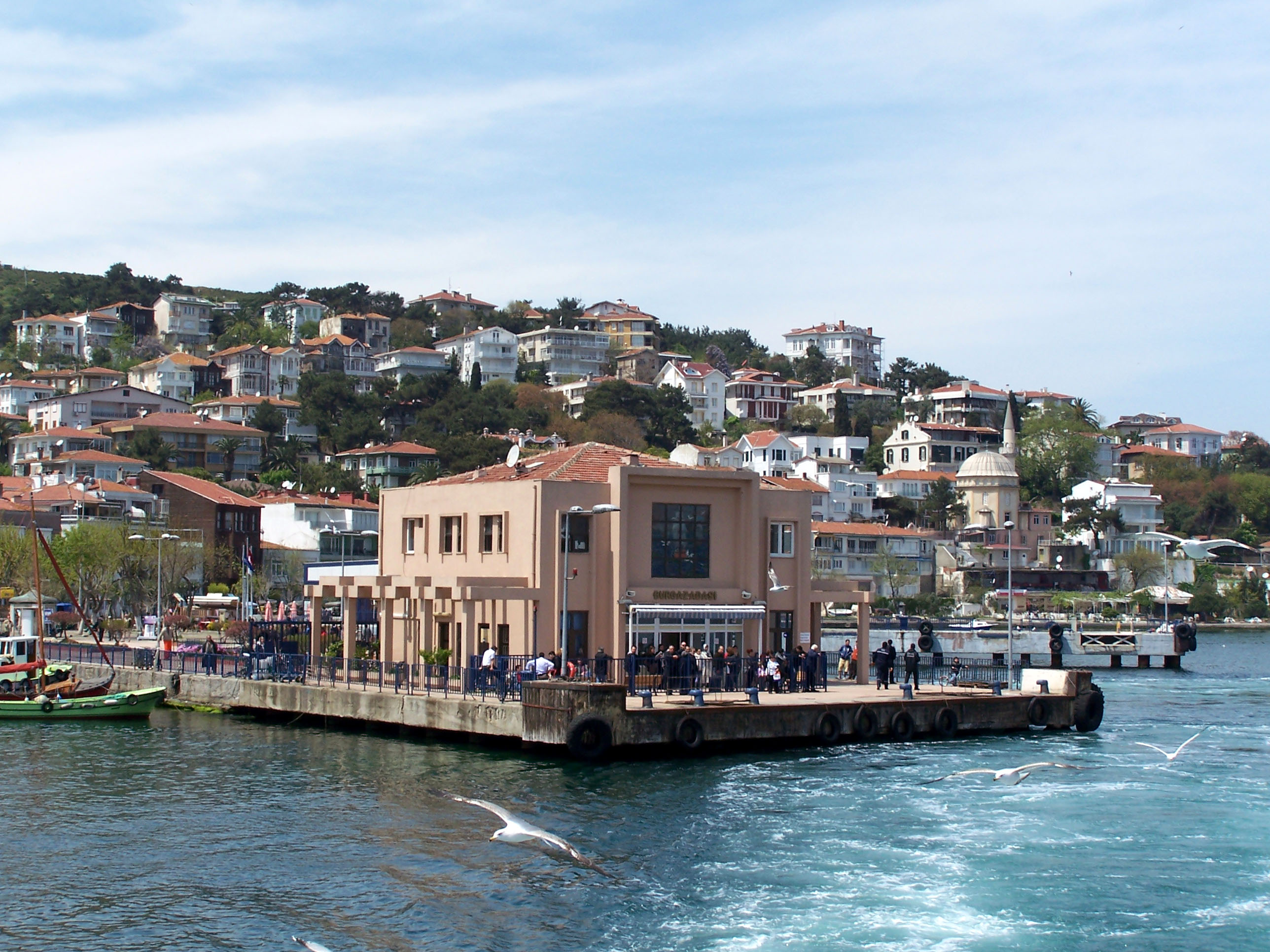
Haven van Burgazada
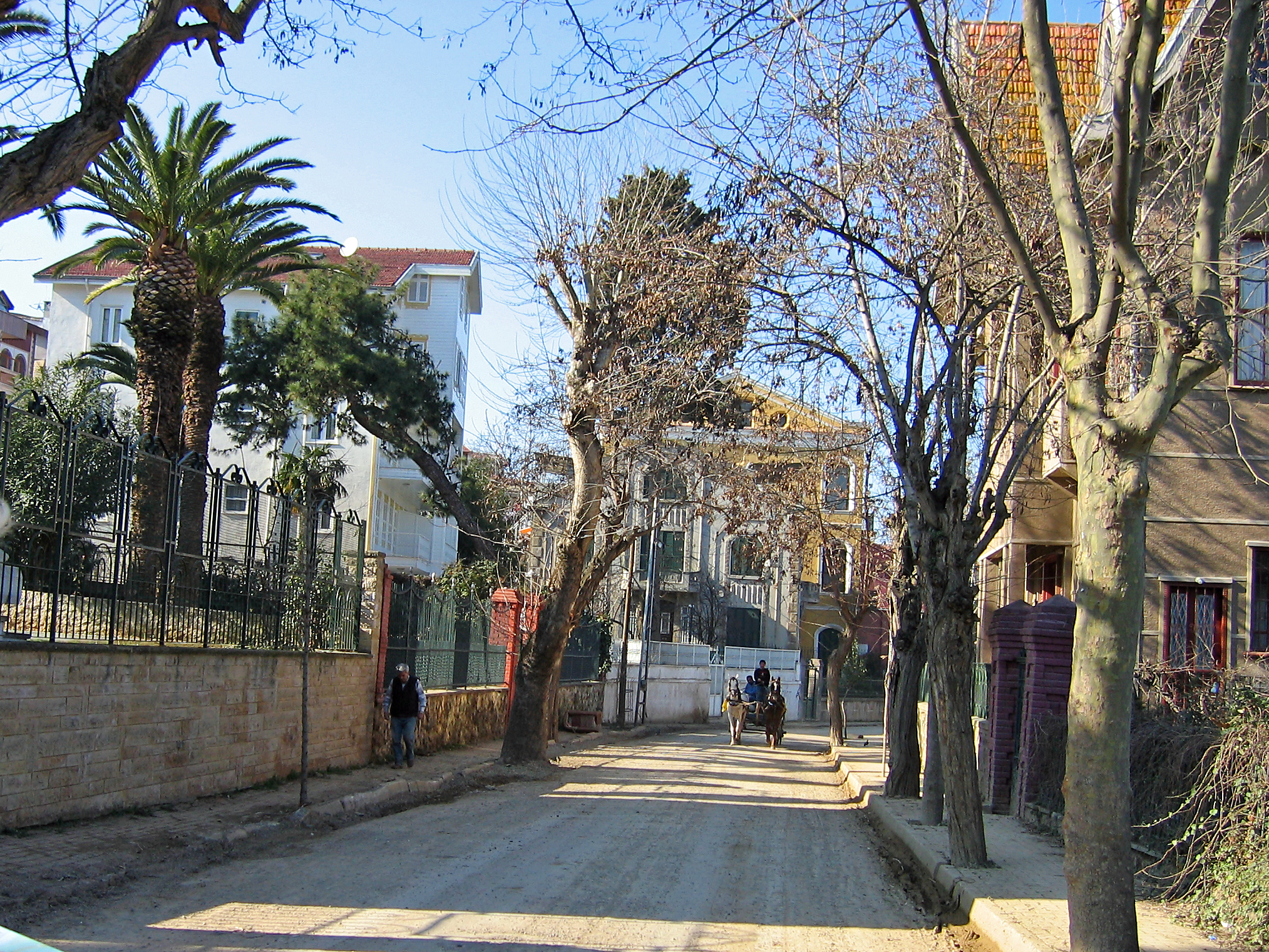
Straat op Büyükada